# Kołodziejówka (obwód iwanofrankiwski)
Kołodziejówka (ukr. Колодіївка) – wieś na Ukrainie w rejonie tyśmienickim obwodu iwanofrankiwskiego. W II Rzeczypospolitej miejscowość należała do gminy wiejskiej Czerniejów w powiecie stanisławowskim województwa stanisławowskiego. Wieś liczy 571 mieszkańców.

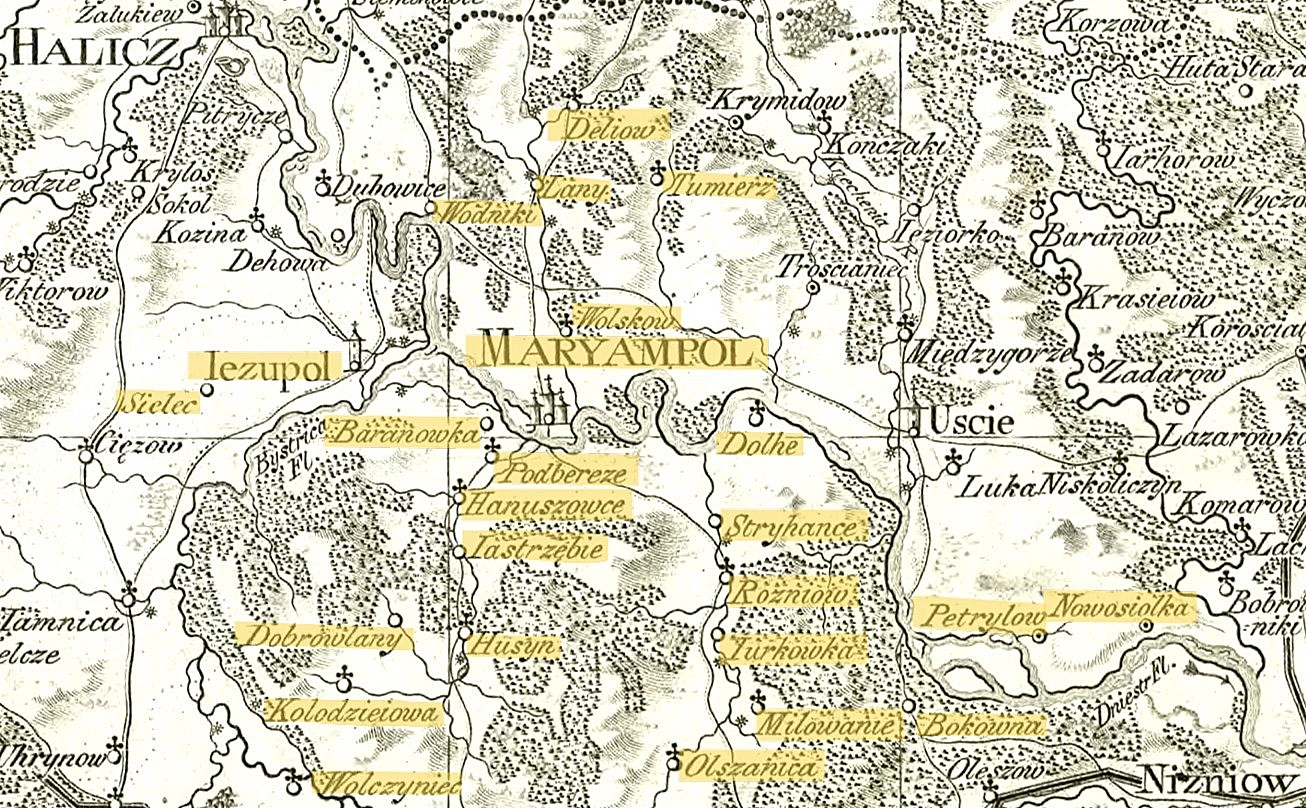
Kołodziejówka 1824

Wieś położona była w ziemi halickiej, należała do klucza marjampolskiego księżnej Anny Jabłonowskiej.
We wsi (wtedy w powiecie stanisławowskim) urodził się Jurij Szeparowycz, ukraiński działacz społeczny, naczelny dyrektor powiatowego sojuzu (związku) kooperatyw w Buczaczu.